# حي الأميركان
حي الأميركان رواية للروائي اللبناني جبوّر الدويهي. صدرت الرواية لأوّل مرة عام 2014 عن دار الساقي في لندن. ودخلت في القائمة الطويلة للجائزة العالمية للرواية العربية لعام 2015، المعروفة باسم «جائزة بوكر العربية».

## حول الرواية
يروي الكاتب اللبناني «جبوّر الدويهي» في هذه الرواية حكاية عن عالمين متجاورين في مدينة واحدة ليست سوى طرابلس في لبنان، العالم الأوّل هو «حي الأمريكان» البائس الفقير العشوائي الغارق في السياسة، الذي اتخذت الرواية اسمه عنواناً لها، والعالم الثاني هو قصر آل العزام في الواقع في حي النخبة الراقي. «انتصار» ابنة العالم الأوّل تخدم في القصر بقدر من الرضا مما يوحي بإمكانية التعايش بين أهل الحيين المتناقضين. تفاجأ «انتصار» باختفاء ولدها لنكتشف أنه تم تنجنيده للقيام بعملية انتحارية في العراق. هي رواية عن زمكان مضطرب مليء بالأحداث والاحتمالات المتفجرة.